# اچ‌دی ۴۰۳۲۵
اچ‌دی ۴۰۳۲۵ یک ستاره است که در صورت فلکی ارابه‌ران قرار دارد.